# Ceylanoglaucytes moesta
Ceylanoglaucytes moesta là một loài bọ cánh cứng trong họ Cerambycidae.